# フィリップ・ドナルド・エストリッジ
フィリップ・ドナルド・エストリッジ（Philip Donald Estridge、1937年6月23日-1985年8月2日）は普通ドン・エストリッジ (Don Estridge) と呼ばれたアメリカ人で、IBMでIBMPCの開発・製造を推し進めた指導者で、このため「IBMPCの生みの親」 (Father of IBM PC) と呼ばれている。彼はそれまでのIBM技術だけを使うというIBM社の伝統を離れて業界に一般にある技術を使ったので、比較的安価なパソコンを開発してIBMPCを大成功導いた半面、その製品の互換機市場招いて、その結果パーソナルコンピュータ市場の大発展が起こった。

## 生れと教育
フィリップ・ドナルド・エストリッジはアメリカ合衆国フロリダ州ジャクソンビルで生まれた。父親は写真家であった。1955年に地元の私立学校を卒業して、1959年にはフロリダ州立大学を電気工学専攻で卒業した。1958年にはメアリー・アン（Mary Ann Hellier））と結婚して、後に三児を挙げている。

## IBMで

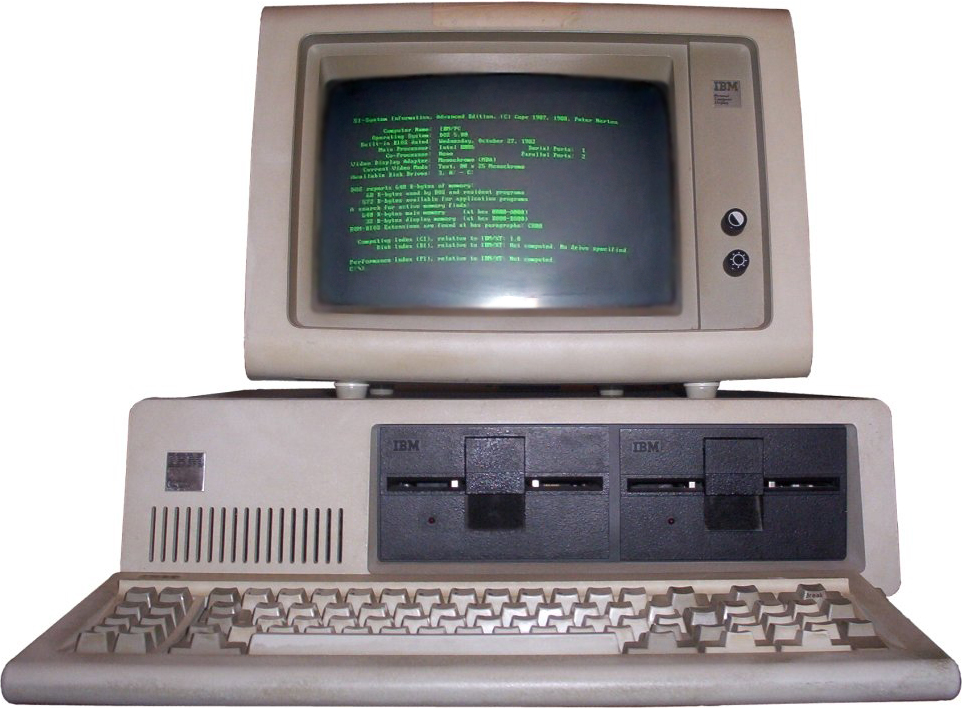
1981年8月発売の初代IBMPC、IBM 5150。5.25インチのフロッピーディスク駆動装置が2台あり、左のディスクからIBM PC DOSを読み込ませた後、どちらかの駆動装置でアプリケーション・ソフトを読み込ませて、処理終了後は結果をフロッピーディスクへセーブできた。

ドン・エストリッジは大学卒業直後の1959年に、IBMキングストン（ニューヨーク州）でジュニア・エンジニアとして就職して、フェデラル・システムズ部門でアメリカ合衆国政府関係のプロジェクト、ゴダード宇宙飛行センターの有人・無人宇宙飛行計画などで働いた。
1969年に、彼はIBMゼネラル・システムズ部門のIBMボカラトン（フロリダ州）へ移った。まずSeries/1ミニコンピュータ開発のマネージャーとして指導的役割を果たした。その後本社勤務になったのは、このプロジェクトがあまり成功しなかったのでと伝えられている面もあるが、Series/1は大成功であり、また人材豊富なIBMでは将来性ある人材を短期間本社勤務にして、全社的な見方ができるようにするような人材教育政策はよく行われていた。
1980年、エストリッジはIBMでパソコンを開発する少数グループのリーダーになり、このグループは後に製造も含めてIBMエントリー・システムズ部門（Entry Systems Division）に発展している。当時パソコンはApple、コモドール、タンデムなどで、徐々に盛んに使われるようになってきていて、コスト面で対抗できるようなパソコンを短期間に開発する必要があった。これにはそれまでのようにIBMの固有の技術を使う伝統を破り、当時業界で使われていた技術を、ハードウェア面でもソフトウェア面でも利用した。
こうして1981年に発表されたIBM PC 5150はコスト的に競合相手にも十分対抗できるものとして、IBMの評判もあって、企業にも個人にもよく売れた。また、IBM PCの仕様が公開されて、販売後に様々な内装カードやソフトウェアが他社から販売できるようにした。
この結果、エストリッジはIBM社の製造担当副社長になり、IBM社の世界全体の製造をみる地位に着いた。

## 死去
1985年8月、ドン・エストリッジは不慮の飛行機事故（デルタ航空191便墜落事故を参照）で妻と共に亡くなった。48歳の働き盛りであった。当時IBMエントリー・システム部門は1万人を雇用する部門になっていた。

## 上級管理者のサポート
IBMPCの開発に当たっては社長ジョン・オペル（John Opel）、会長フランク・ケアリー（Frank Cary、CEO）による独立業務単位（Independent Business Units＝IBU）の設立などで十分なサポートがあり、特に最高経営会議（CMC）へ何回も出向いて説得に当たり、後にエントリー・システムズ部門長になったビル・ロウ（William Lowe）のサポートがあってIBMPCプロジェクトは成功したもので、彼は「IBMPCの産みの親たち」（Fathers of IBM PC）のひとりとされている。

## 栄誉
エストリッジはいくつかの栄誉賞を受けている。1999年には雑誌『CIO magazine』が「企業を興した人物」に選んでいる。ボカラトンの中学校にDon Estridge High-Tech Middle Schoolがあり、その場所はIBMボカラトンの051ビルを使っていて、エストリッジ家の出席を得て開校した。